# Гатауллин, Шаих Мурзинович
Шаих Мурзинович Гатауллин — председатель Исполнительного комитета Стерлитамакского областного Совета (1952 — 5.1953). Член ВКП(б).
В 1953 году — министр сельского хозяйства и заготовок БАССР.
В 1965 году был министром в правительстве БАССР
Избирался депутатом Верховного Совета БАССР 2-го, 3-го, 4-го, 5-го, 6-го, 7-го созывов.